# Rodolphe d'Ornano
Pour les articles homonymes, voir d'Ornano.
Rodolphe d'Ornano est un homme politique français né le 9 juin 1817 à Liège (Belgique) et mort le 14 octobre 1865 à La Branchoire (Indre-et-Loire).

## Biographie
Fils du maréchal Philippe Antoine d'Ornano, cousin de Napoléon Ier, et de Marie Walewska, il est issu d'une famille noble d'ancienne extraction (1470). Il commence une carrière dans la diplomatie, que ses liens avec la famille Bonaparte l'obligent à interrompre. Préfet de l'Yonne de 1851 à 1853, il est ensuite nommé chambellan de l'Empereur Napoléon III.
Il est conseiller général du canton de Saint-Florentin et député de l'Yonne de 1853 à 1865, siégeant dans la majorité dynastique.

## Sources
- Ressources relatives à la vie publique :   - base Léonore
  - Dossiers individuels de préfets
  - Base Sycomore
- Notices d'autorité :   - VIAF
  - ISNI
  - BnF (données)
  - GND
- « Rodolphe d'Ornano », dans Adolphe Robert et Gaston Cougny, Dictionnaire des parlementaires français, Edgar Bourloton, 1889-1891 [détail de l’édition]